# José Vicente Carreño Castro
José Vicente Carreño Castro (Barrancabermeja, Santander, 21 de abril de 1972) es un político, administrador de empresas y exoficial de la Policía Nacional de Colombia. Miembro del partido Centro Democrático, ocupa una curul en el Senado de la República de Colombia para el periodo legislativo 2022-2026, luego de haber sido representante a la Cámara por el departamento de Arauca entre 2019 y 2022.

## Biografía
José Vicente Carreño Castro nació el 21 de abril de 1972 en Barrancabermeja, Santander. Estudió en el Politécnico Marco Fidel Suárez (sede Arauca), donde obtuvo el título de Técnico Profesional en Procedimientos Judiciales (1999), y se graduó como Administrador de Empresas en la Universidad Autónoma de las Américas (2015).
Ingresó a la Policía Nacional el 18 de enero de 1991, carrera en la que permaneció durante 22 años hasta su retiro voluntario el 2 de noviembre de 2012. Durante ese tiempo recibió condecoraciones como la *Cruz al Mérito Policial* y la *Orden Simón Bolívar* del Congreso de la República, entre otras distinciones.
Tras la anulación de la elección de Luis Emilio Tovar Bello, Carreño asumió la curul de representante a la Cámara por Arauca el 19 de marzo de 2019. Desempeñó ese cargo hasta el 19 de julio de 2022, integrando la Comisión Segunda y la Comisión de Acreditación Documental.
En las elecciones legislativas de 2022 fue elegido senador por la lista nacional del Centro Democrático y, desde el 20 de julio de ese año, hace parte de la Comisión Segunda del Senado. Como congresista ha impulsado iniciativas sobre seguridad ciudadana, desarrollo fronterizo y patrimonio cultural regional.

## Carrera política

### Representante a la Cámara (2019–2022)
- Ocupó una curul por el departamento de Arauca en reemplazo de Luis Emilio Tovar Bello y se posesionó el 19 de marzo de 2019.[5]
- Durante las legislaturas 2019-2020, 2020-2021 y 2021-2022 integró la Comisión Segunda Constitucional Permanente y la Comisión de Acreditación Documental.[5]

### Senador de la República (2022–presente)
- Elegido en la lista cerrada del Centro Democrático para el periodo 2022-2026; tomó posesión el 20 de julio de 2022.[6]
- Integra la Comisión Segunda del Senado, encargada de defensa, seguridad y relaciones internacionales.[7]
- El 5 de diciembre de 2023 coordinó la ponencia favorable para el ascenso de 32 oficiales de la Fuerza Pública, aprobada en primer debate por la Comisión Segunda.[8]
- Proyectos de ley destacados:
  - PL 068/2022-S – Modifica el artículo 132 de la Ley 2179 de 2022 («Ley del Patrullero»).[9]

- - PL 326/2023-S – Conmemora los 30 años de creación del departamento del Guaviare (aprobado en Comisión el 5-dic-2023).[10]
- En abril de 2025 pidió agilizar el trámite de iniciativas parlamentarias pendientes, señalando que «se necesitan más dinamismo porque se quedan muchos proyectos en el camino».[11]

### Enfoque legislativo
Su agenda se orienta a proyectos de seguridad y defensa, bienestar de la Fuerza Pública y declaratorias de patrimonio cultural para entidades territoriales.

## Controversias

### Señalamientos de vínculos con paramilitares (2003-presente)
Diversos medios han informado que la Corte Suprema investiga a Carreño por su supuesta colaboración con el Bloque Vencedores de Arauca de las AUC durante su etapa como patrullero en Tame (Arauca). La revista Semana reveló que testigos de Justicia y Paz lo señalaron de facilitar la incursión paramilitar en la que desapareció Alejandro Santiesteban Alarcón en febrero de 2003. El 31 de marzo de 2025, la emisora W Radio informó que la Sala de Instrucción citó al senador a indagatoria. La columnista Cecilia Orozco calificó el caso como un ejemplo de la “parapolítica” aún no resuelto en los estrados judiciales. Carreño ha rechazado los señalamientos y asegura confiar en la justicia.

### Presunto soborno al subdirector de la Policía (2024)
El 5 de diciembre de 2024 fue capturado Julián Camilo Forero, asesor de la UTL de Carreño, por ofrecer presuntamente 3.500 millones de pesos al general Nicolás Zapata para direccionar un contrato de pólizas de la Policía por 120.000 millones. El Espectador y Noticias Caracol reportaron que la Fiscalía compulsó copias contra el senador y la Corte abrió investigación preliminar. El Tiempo indicó que, tras la compulsa, la magistrada Cristina Lombana citó a Carreño a indagatoria para abril de 2025. El congresista niega haber ordenado el soborno y sostiene que «desconocía las actuaciones» de su asesor.

## Investigaciones judiciales

### Desaparición forzada de Alejandro Santiesteban (2003)
La Sala de Instrucción de la Corte Suprema investiga a Carreño por su presunta participación en la desaparición forzada de Alejandro Santiesteban Alarcón, ocurrida el 6 de febrero de 2003 en Tame. Testigos desmovilizados del Bloque Vencedores de Arauca lo señalaron de colaborar con los paramilitares. El expediente se abrió en 2022, cuando la Fiscalía compulsó copias a la Corte; el caso quedó en el despacho de la magistrada Cristina Lombana. El 1 de abril de 2025 la Corte citó al congresista a rendir versión libre.
Carreño ha negado cualquier vínculo con grupos paramilitares y ha manifestado «plena confianza» en la justicia.

### Presunto intento de soborno a la Policía (2024)
Paralelamente, la Corte Suprema adelanta una investigación para establecer si Carreño participó en un presunto soborno ofrecido en 2024 al entonces subdirector de la Policía, general Nicolás Zapata. Según la Fiscalía, el 14 de noviembre de 2024 Julián Camilo Forero habría ofrecido 3.500 millones de pesos para direccionar un contrato de pólizas por 120.000 millones. Forero quedó en libertad condicional y continúa vinculado al proceso.
Tras la compulsa de copias, la magistrada Lombana citó a Carreño a indagatoria para el 2 de abril de 2025. El congresista rechaza los señalamientos y sostiene que no ordenó la actuación de su asesor.